# てんしのはねとアクマのシッポ
てんしのはねとアクマのシッポは、霧賀ユキの漫画作品。『月刊Gファンタジー』（スクウェア・エニックス）で2002年4月号から2004年3月号まで連載された。略称「てんはね」。コミックス全2巻。

## あらすじ
悪魔ルカは妙な噂のたえない天使の学園へ転校するが、愛天使ハニエルに導かれて森の魔物退治をさせられてしまう。魔物退治を終えたルカに対しハニエルは、学園の予言に伝えられる学園の騎士になるよう求めるのだが……。

## 登場人物
※声優はドラマCDのもの。

### 主な登場人物
ルカ（Luca）
声 - 布施雅英
主人公。なぜか天使の学園に自ら転校した悪魔の少年。いつの間にか学園に伝わる予言の「聖なる騎士」にさせられてしまい、愛天使・ハニエルから隙あらば契約書を奪おうと考えているが上手くいかない。使い魔の召喚や、雷や炎を操る能力を持つ。
趣味は散歩と悪だくみ。髪は黒髪で、瞳の色はダイオプサイド（輝く緑）。魔族の王子。
ハニエル（Haniel）
声 - 三五美奈子
愛天使。ルカに学園に伝えられる予言の「学園の騎士」になることを強制的に契約させた天使の少女。外見はボーッとしているが陰険な面もあり、契約書を奪おうとするルカの行動は全て見通している。学園から出られなくなるために自らの羽を折ったため飛ぶことができない。
趣味は人形遊び。髪は金髪で、瞳の色はルビー。
リリス（Lilith）
声 - 騎士川真綺矢
堕天使。ルカと同じく学園の「聖なる騎士」。悪魔に「自分の影に喰い殺される呪い」をかけられており、その発動を防ぐためには影に「悪魔のシッポ」を食べさせ続けなければならない。しかし天使は相手を傷付けることができないので、生き延びるために白い羽を捨て、堕天使の紅い羽になり「悪魔に対抗する力」を得た。悪魔に触ると涙が止まらなくなる。精霊石を操る能力を持つ。
趣味は昼寝。髪は銀髪で、瞳の色はラピスラズリ。「悪魔狩りのリリス」の異名を持つ。
クロノス（Chronos）
時の神。リリスの幼なじみで保護者。リリスに対しては過保護で心配性。相手の体の時を戻す能力や、時空の穴をあける能力を持つ。ジョフィエルとは旧友の仲。
趣味は読書。髪は黒に近い茶髪で、瞳の色はアイオライト（濃いブルー）。リリス型の枕（?）を愛用している。
ジョフィエル（Jophiel）
智天使。ハニエルの兄。学園の外れにある「泡沫と終焉の塔」の最上階から学園の様子を監視している。クロノスとは旧友の仲。
髪は金髪で、瞳の色は紫水晶。片翼（右翼のみ）の天使。

### ルカの使い魔
ルカが「モノ」に魂を入れてつくった魔物。「王家の血」で呼び覚まされると魔力が普段の数倍に高まる。
ナビ
ネコのような姿をした魔物。ルカの幼少の頃から仕えている世話役。姿を自由に変える能力と、相手を探し出す検索（サーチ）能力を持つ。
今よりも若い頃の方が強く、人型の姿をしていた。その姿の時は髪（触手?）から相手の成分を吸いとることができる。
クーラー
丸い体の頭に2本のツノ（?）を持つ小型の魔物（白い方）。口から冷気を吹く。人型に変身することも可能で、人型の時は金髪に緑色の瞳をした少年の姿をしている。魔物では赤子のような年齢なため泣き虫。
ヒーター
丸い体の頭に2本のツノ（?）を持つ小型の魔物（黒い方）。口から熱風を吹く。人型に変身することも可能で、人型の時は紫色の髪と瞳をした少女の姿をしている。魔物では赤子のような年齢なため泣き虫。
プリンタ
口から文書を印刷し、その手紙を相手に届ける伝書鳩のような役割の魔物。
加湿器（ミスト）
口から霧を吹いて相手を惑わす技を得意とする魔物。淡く光る髪が特徴。火が苦手。
炊飯器（すいはんき）
大きな身の魔物で、口からおにぎりを発射して攻撃する。ごはんを炊くのが得意。のんびりやな性格。混ぜごはん攻撃もあるらしい。
音の三姉妹（サウンドシステム）
歌声で攻撃する魔物。長女はおっとり、次女はクール、三女は能天気な性格。普通に歌うこともできる。
デンチオニ
力の弱い下級魔物だが、身体をくっつけ大きな姿に変身することもできる。目と角の数によって単1オニ、単2オニ、単3オニにわかれる。
コピー機（コピア）
変身能力を持つ魔物。いたずら好き。本編ではリリスに変身した姿しか登場していないため本当の姿は不明。

### 聖ファトゥム学園
ヘラ
ルカ達の特別クラス「ヘラ’Sクラス」の担任の先生。
ミモザ
料理の天使。学園の生徒。
ロゼ
ワインの天使。学園の生徒。
エクレア
お菓子（スウィーツ）の天使。学園の生徒。
パメラ
ランプの精。ルカ達と同じ特別クラスの生徒。
ミャウ
魔法花の番人。
モニャ
ホームルームが『モニャでお昼寝』の時に教室を埋め尽くしていた謎の生き物。

## 単行本
1. 2003年6月27日初版 ISBN 4757509464
2. 2004年5月27日初版 ISBN 4757511965